# Natalia París
Natalia París Gaviria (Medellín, 12 de agosto de 1973) es una modelo, empresaria, Dj y publicista colombiana. Es una de las modelos más reconocidas en Colombia, propietaria de su propia marca de productos de cuidado personal que llevan su nombre.

## Biografía
Hija del piloto y capitán mercante Carlos Enrique Ricardo París Toro (quien murió cuando ella era una niña) y de Lucía Gaviria quien también fue modelo y ahora es una reconocida abogada penalista de Medellín. Estudió en el colegio La Enseñanza hasta 9.º grado y finalizó los estudios en el colegio San José de las Vegas de Medellín. Se graduó de publicista en el Instituto de Artes. Por accidente llegó a ser una conocida modelo y actriz.
Comenzó desde los 8 meses modelando marcas de pañales, pero fue en su adolescencia que se dio a conocer por sus campañas como una sexy lolita en marcas Colombianas como Bésame, Tanía entre otras.
Fue pareja durante varios años del reconocido narcotraficante Julio César Correa Valdés (conocido como Julio Fierro), del cual tiene una hija, Mariana, quien nació en 2000. Al poco tiempo de nacer Mariana, Julio fue asesinado. Posteriormente sostuvo una relación amorosa con el actor venezolano Juan Alfonso Baptista más conocido como "El Gato", pero luego de cinco años la pareja se separó. Además, fue novia de Rafael Duarte.
Actualmente reside en Bogotá. En el campo de la actuación protagonizó junto a otros actores colombianos, la película In fraganti (2010) y también actuó en la taquillera película Colombiana "En coma", en el papel de una mujer víctima de la violencia intrafamiliar. Además protagonizó a Cindy en Los Caballeros Las Prefieren Brutas en su última temporada (2010).
En 2010 fue conductora del reality "La granja" y conductora de E! Fashion week: Colombiamoda para el canal de entretenimiento E!.
En 2011 debuta como DJ, rol en el que ha recibido la más variada gama de críticas, positivas y negativas; lo cierto es que sus toques son costosos y siempre están llenos, a pesar de no ser productora y limitarse a hacer mezclas.
Su historia fue brevemente representada en la serie colombiana "El cartel de los sapos" por la actriz Nataly Umaña quien hacia el papel de Juanita Marín. Natalia expresó su opinión diciendo: "no veo una novela donde se tergiverse la verdad y muestre una versión tan distorsionada de mi vida (...) Que me llamen a mí para representarme a mí misma, para eso me estoy preparando en el campo de la actuación".
Natalia ha sido objeto de chistes y sátiras sobre su belleza e inteligencia, sobre lo cual afirma que las ve con muy buen sentido del humor ya que se considera una mujer inteligente, profesional y despreocupada por el qué dirán. Añade: "Gracias a esos chistes he vendido más bronceadores y productos de belleza que nunca (risas); le he dado inteligentemente la vuelta a esto".
Tiene su propia marca de jeans en una prestigiosa cadena de almacenes de Colombia.
Ha sido modelo exclusiva de la cerveza Cristal Oro y de la marca de ropa interior Bésame. Su baja estatura (solo mide 1.55 m) no fue un impedimento para lograr convertirse en los años 90 en una de las modelos más famosas de su país, aunque sí fue un obstáculo en Estados Unidos y a nivel internacional; esto le impidió trascender las fronteras de Colombia. Sin embargo aún goza de gran popularidad en su nación de origen, así como en algunos países de Centro y Sudamérica.
Participa en muchas otras campañas como ser la imagen de la Fundación Global Humanitaria, que ayuda a los niños que sufren de pobreza extrema. De igual manera apoya campañas contra el abuso sexual infantil.
Desde 1999 lanzó una línea de bronceadores y productos para el cuidado de la piel bajo su nombre.

## Polémica
En enero de 2021, posterior a varias publicaciones en sus redes sociales recomendando el uso de dióxido de cloro para prevenir la infección por coronavirus, la Superintendencia de Industria y Comercio de Colombia le ordena demostrar la efectividad de ese producto o eliminar las publicaciones.

## Filmografía
- 2025 - Manes[19]
- 2022 - Juanpis González: la serie[20]
- 2020 - The Suso's Show
- 2016 - Bailando con las estrellas (Colombia) Participante (Semifinalista)
- 2010 - Los caballeros las prefieren brutas (TV series) Cindy Entes
- 2009 - In fraganti
- 2009 - Las esposas (Cortometraje)